# Le Faouët (Côtes-d'Armor)
Le Faouët is een gemeente in het Franse departement Côtes-d'Armor (regio Bretagne) en telt 293 inwoners (2005). De plaats maakt deel uit van het arrondissement Saint-Brieuc.

## Geografie
De oppervlakte van Le Faouët bedraagt 7,6 km², de bevolkingsdichtheid is 38,6 inwoners per km².
De onderstaande kaart toont de ligging van Le Faouët (Côtes-d'Armor) met de belangrijkste infrastructuur en aangrenzende gemeenten.

## Demografie
Onderstaande figuur toont het verloop van het inwonertal (bron: INSEE-tellingen).
1. ↑  Populations de référence 2022.